# Kino Polska Muzyka
Kino Polska Muzyka – polska komercyjna stacja telewizyjna, która rozpoczęła nadawanie 16 maja 2011 roku. Jest jedyną stacją telewizyjną w kraju poświęconą w całości dorobkowi polskiej sceny muzycznej. Kanał jest dostępny w ofertach największych operatorów kablowych i cyfrowych platform satelitarnych oraz u większości lokalnych dostawców.

## Program
Kanał prezentuje kultowe przeboje polskiej muzyki rozrywkowej lat 70., 80., 90. oraz współczesnych. Co niedzielę stacja emituje niedzielną listę przebojów TOP 30, nadawaną od września 2012 roku. Program prezentuje ranking polskich piosenek od lat siedemdziesiątych po najlepsze utwory nowego tysiąclecia.
Rok 2020 w Kino Polska Muzyka został ogłoszony rokiem Zbigniewa Wodeckiego. W czasie jego trwania kanał przypomniał największe przeboje i archiwalne nagrania koncertów i programów z udziałem artysty.

## Dostępność
Kanał Kino Polska Muzyka dostępny jest w sieciach kablowych i na platformach satelitarnych.
Platformy satelitarne:
- Polsat Box – pozycja 181
- Orange TV – pozycja 680
- Platforma Canal+ – pozycja 240

Sieci kablowe:
- UPC Polska – pozycje 719 (Kaon-Horizon), 790 (Mediabox)
- Vectra – pozycja 610
- INEA – pozycja 716
- Toya – pozycja 777
- Multimedia Polska – pozycja 213

## Programy muzyczne

### Obecne
- Bitwa przebojów
- Gwiazdy na talerzu
- Gwiazdy. Przeboje. Zagadki
- Gwiazdy w trasie
- Kochamy lata 60. i 70.
- Kochamy lata 80!
- Kochamy lata 90!
- Kochamy lata 2000!
- Kultowe przeboje
- Młoda Polska
- Nastrojowe
- Polski top tygodnia
- Prywatka
- Przepis na HIT
- Pytania do gwiazd
- Rockowa 20
- Rockowy hit dekady
- Rockowy poranek
- Rodzinne karaoke
- Śpiewaj z nami!
- TOP 20
- Top 20: kultowe przeboje
- TOP 30
- Top przeboje roku (wybranego)
- To był hit!
- Wielka wakacyjna potańcówka
- Wyznania gwiazd

### Cykliczne
- 100 Polskich Przebojów Wszech Czasów
- 60 Najlepszych Nastrojowych
- 55 Najlepszych Polskich Przebojów
- 55 Najlepszych Polskich Piosenek
- 55 Najlepszych Przebojów Lat 2000
- 55 Największych Przebojów Lat 80
- 55 Największych Przebojów Lat 90
- 50 Największych Hitów XXI Wieku
- 40 hitów na imprezę
- 40 Najpiękniejszych Piosenek o Miłości
- 35 Niezapomnianych Polskich Duetów
- 35 Śpiewających Mam
- 35 Śpiewających Ojców
- 33 Najlepsze Przeboje na Wesele
- 33 Największe Szlagiery
- 25 Najlepszych Polskich Coverów
- 25 Najpiękniejszych Polskich Przebojów Filmowych
- 25 Najpiękniejszych Wokalistek Polskiej Muzyki
- 25 Najprzystoniejszych Polskich Wokalistów
- 25 Największe Muzyczynych Ewolucji
- 25 Największych Przebojów Lat 70
- 25 Niezapomnianych Przebojów Filmowych
- 25 Kultowych Przebojów Polskiego Rocka
- 12 Najlepszych Świątecznych Przebojów
- Bez prądu (koncert wybranego wykonawcy)
- Hity Dla Dzieci
- Najpiękniejsze Polskie Kolędy
- Najlepsze Przeboje Na Lato
- Wakacyjna Lista Przebojów
- Wiecznie żywi

### Dawne
- 40 Hitów Roku (podsumowanie roku 2014)
- Alternatywy
- Duety
- Godzina z...
- Gwiazdy prezentują
- Gwiazdy na kanapie
- Gwiazdy na zimę
- Hity 2000
- Hity 80/90
- Hity XXI wieku
- Historia jednego przeboju
- Jak powstali Skaldowie?
- Już nie zapomnisz mnie
- Klubokawiarnia
- Klubowe
- Legendy rocka
- Leksykon polskich buntowników
- Leksykon polskich teledysków
- Leksykon polskiej muzyki rorzywkowej
- Lista TOP 30
- Młoda Polska TOP 12
- Muzyczny zodiak
- Muzyka łączy pokolenia
- Najlepsza lista
- Największe polskie przeboje
- Nocka
- Nocne Karaoke
- Nowa Generacja
- Pikantne
- Polskie przeboje nocą
- Poranek PL
- Po zmrocku
- Prawy do lewego
- Przeboje na życzenie
- Przeboje PL
- Przeboje roku (wybranego)
- Rozgrzewka
- Rzeczy znalezione
- Szafa gra
- Taśmoteka
- Telewizyjna Lista Przebojów
- Trzy po Trzy
- TOP 30 To Lubię 2013 (podsumowanie roku 2013)
- To lubię
- Tylko 90!
- Wersje
- Weekend z gwiazdami
- Wieczór szlagierów
- Wolność słowa
- Z Filmu
- Złote przeboje